# Crisolaminarina
La crisolaminarina es un β-glucano conformado por una cadena principal de D-glucosas unidas por enlaces β-1,3 y β-1,6.  

## Función
La crisolaminarina como polisacárido de almacenamiento normalmente se encuentra en los estramenopilos fotosintéticos, tales como las ocrofitas. Es utilizado como reserva de carbohidratos por fitoplancton, en especial para las diatomeas (similar al papel que la laminarina cumple en las algas pardas). 
La crisolaminarina se almacena dentro de las células de estos organismos disuelta en agua y encapsulada en vacuolas, cuyo índice de refracción aumenta con el contenido de dicha sustancia.